# Jóna ibn Dzsanah
Jóna ibn Dzsanah (héberül: ונה אבן ג'נאח), arabos nevén Abú al-Walíd Marwán ibn Dzsanah (arabul: أبو الوليد مروان بن جناح), (Córdoba, 990/995 körül – Zaragoza, 1050 körül) középkori héber nyelvtudós.
Kordobában született, és Lucénában kezdte tanulmányait Izsák Dzsikatilla tanítványaként. 1013-ban vándorútra kelt, és Zaragozában telepedett le. Nyelvészettel kezdett el foglalkozni: műveivel az volt a célja, hogy biztos eszközt nyújtson a Biblia tudományos egzegéziséhez. Első műve a Júda ben Dávid Hajjudzs nyelvtani rendszerének hibáit vizsgáló Kiegészítés könyve volt. Ez a könyv kiváltotta Hajjudzs híveinek a kritikáját, mire Jóna második művével, az Ébresztővel felelt. Ez is negatív fogadtatásban részesült, hasonlóan újabb könyvéhez, a Megtorláshoz. A Hajjudzs-párti Sámuel ibn Nagrilla Jónával szemben foglalt állást, ezt viszont Jóna negyedik könyve, a Megszégyenítés könyve követte. Könyvében Nagrilla tévedéseit bibliai szavakkal jellemezte: „az ellenség nem üt a balgán oly nehéz sebeket, mint ez önmagán”. Fő művei azonban mégsem a vitairatok, hanem a Fürkészés könyve. A két részből álló mű első felében, a Virágágyakban művészi módszerességgel fejtette ki az egész héber nyelvtant, külön tekintettel a Biblia hézagos kifejezésmódjaira, mintegy valóságos szövegkritikaként. A gyökök könyve című második részben tövek szerint rendezte el a héber szókincset, és idézte az arám és az arab nyelvből azonos töveket. Kitűnő ismerője és etimológusa volt a héber nyelvtani összehasonlításnak, de nagy jelentőségű nyelvtanának nyelvfilozófiai és általános filológiai része is.
Jóna foglalkozott az orvostudománnyal is, és írt írt orvosi munkákat; valamint létezik egy Arisztotelész szellemében készült logikai műve.